# Веме (река)
Ве́ме (фр. Ouémé) — река в Бенине. Впадает в Гвинейский залив в городе Котону. Среднегодовой сток, замеряемый в селе Бону), — 170 м³/с. Крупнейшие притоки — Зу, Окпара, Теру и Альпуро.